# Assedio di Lingen (1605)
L’assedio di Lingen del 1605, noto anche come secondo assedio di Lingen, fu un assedio combattuto presso la città di Lingen (attuale Germania) dal 10 al 19 agosto 1605, nell'ambito della guerra degli ottant'anni. Maurizio d'Orange tentò di mantenere il controllo di Lingen a tutti i costi. La guarnigione olandese guidata dal capitano Maerten Cobben, aspettandosi aiuto dall'esercito del principe d'Orange, dopo nove giorni, venne infine costretto alla resa al generale Spinola.

## Antefatto
Dopo il devastante assedio di Ostenda, il 2 luglio 1605, il quartier generale olandese ricevette la notizia che don Ambrogio Spinola con l'armata spagnola delle Fiandre stava dirigendosi verso le fortezze lungo il Reno, a Colonia. Maurizio ed i suoi comandanti, che segretamente stavano pensando di assediare Anversa, dovettero abbandonare ogni idea. I movimenti di Ambrogio Spinola, non solo impedirono alle truppe olandesi di sbarcare nei pressi di Anversa, ma costrinsero anche gli olandesi ad abbandonare i loro tentativi di conquistare altre città minori nell'area. Gli Stati Generali olandesi, allarmati dall'avanzata spagnola, ordinarono al principe Maurizio di portarsi presso il Reno con tutte le sue truppe.
L'esercito dello Spinola era inizialmente di 7 000-9 000 fanti e 3 000 cavalieri, ma già alcuni giorni dopo gli olandesi stimarono che questo si attestava ad un totale di 16 000-17 000 uomini. Alla fine di luglio, lasciando cinquanta compagnie a guardia di IJzendijke, Maurizio si mosse velocemente col resto dell'esercito (61 compagnie di fanteria e 6 di cavalleria) verso Deventer, dove giunse il 10 agosto. Due giorni prima, l'8 agosto, il generale Spinola aveva raggiunto e posto assedio alla città fortificata di Oldenzaal. La guarnigione olandese si arrese agli spagnoli il giorno successivo. Lo stesso giorno, l'esercito dello Spinola marciò su Lingen.

## L'assedio di Lingen

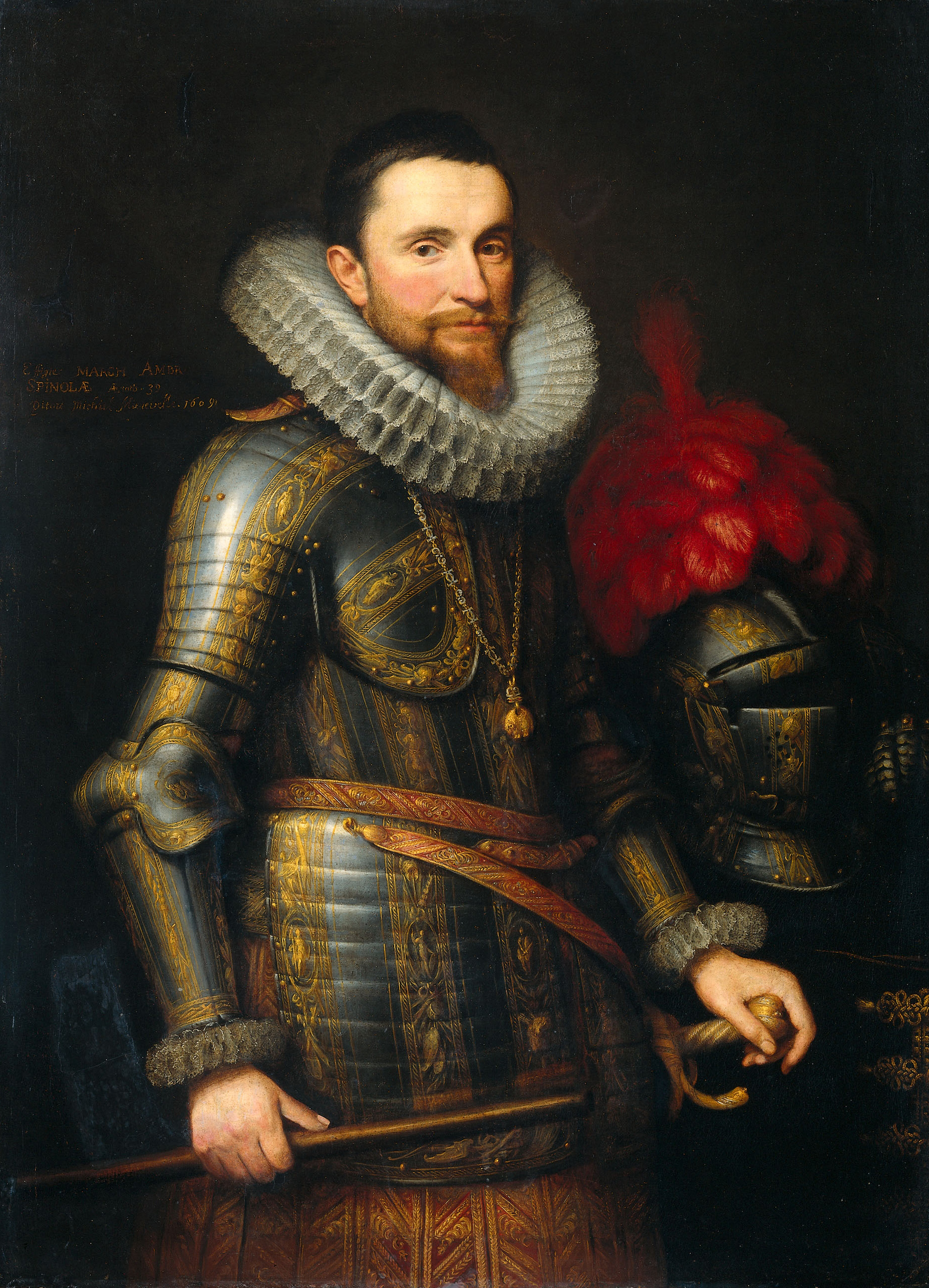
Il generale spagnolo don Ambrogio Spinola in un ritratto di Michiel Jansz van Mierevelt.

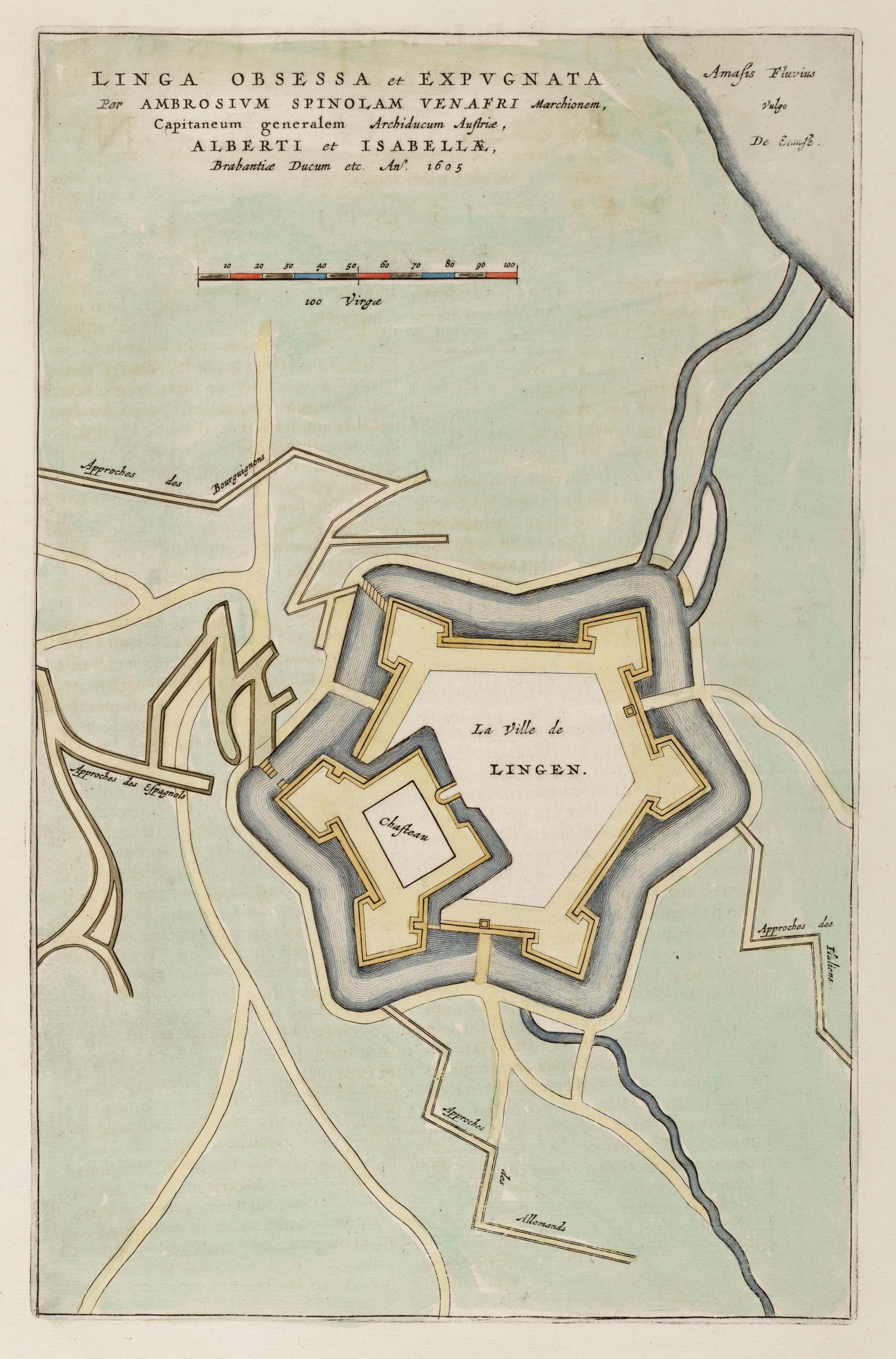
Assedio e cattura di Lingen del 1605 da parte di don Ambrogio Spinola.

Il 10 agosto, l'esercito spagnolo pose assedio a Lingen. La notizia che Oldenzaal era caduta e che lo Spinola stava marciando su Lingen raggiunse il quartier generale olandese in quello stesso giorno.
La fortezza di Lingen era difesa da una guarnigione di 500-1000 soldati olandesi al comando del capitano Maerten Cobben, oltre alla milizia cittadina. Attendendo che il principe Maurizio sarebbe venuto in loro aiuto, gli olandesi tentarono di resistere all'assedio. Spinola alla fine riuscì ad avere la meglio dato che Maurizio non riuscì a giungere sul posto per tempo. La città cadde il 19 agosto nelle mani degli spagnoli.

## Conseguenze
La perdita di Lingen generò inquietudine fra gli olandesi ed il principe Maurizio dovette adottare una strategia difensiva. Egli marciò verso le città minacciate dallo Spinola con 12 000-13 000 uomini il 30 agosto, dispiegando un totale di 8 100 uomini tra le guarnigioni di Deventer, Zutphen, Zwolle, Rheinberg, Bredevoort e Groenlo. A metà settembre, lo Spinola si era ritirato oltre il Reno, conquistando la città di Mülheim an der Ruhr e ponendo assedio a Wachtendonk l'8 ottobre. Il 9 ottobre le truppe olandesi comandate dal principe Federico Enrico d'Orange e dal principe Maurizio lanciarono un attacco contro gli spagnoli proprio a Mülheim an der Ruhr, ma gli olandesi vennero respinti e sconfitti dagli spagnoli. Wachtendonk cadde nelle mani degli spagnoli il 28 ottobre e l'8 novembre successivo anche il castello di Krakau venne conquistato dal generale Spinola, prima di ritirarsi nei quartieri invernali.